# Isidor Kaufmann
Pour les articles homonymes, voir Kaufmann.
Isidor Kaufmann ( hongrois : Kaufman(n) Izidor   , En hébreu : איזידור קאופמן ) né le 22 mars 1853 à Arad et mort le 16 novembre 1921 à Vienne est un peintre austro-hongrois de thèmes juifs. Ayant consacré sa carrière à la peinture de genre, il parcourt l'Europe de l'Est à la recherche de scènes de vie juive, souvent hassidique.

## Vie et carrière
Isidor Kaufmann, est né de parents juifs hongrois à Arad, Royaume de Hongrie (actuellement en Roumanie). Son père est Leopold Kaufmann et sa mère Leonie (Eleonora) Szalai,.
Kaufmann fait une carrière commerciale et ne peut réaliser son souhait de devenir peintre que plus tard dans la vie.
En 1875, il entre à la Landes-Zeichenschule de Budapest, où il séjourne un an. En 1876, il part pour Vienne, où il se voit refuser l'admission à l'Académie des Beaux-Arts. Il devient l'élève du portraitiste Joseph Matthäus Aigner. Il entre ensuite à la Malerschule de l'Académie de Vienne, et devient plus tard un élève privé du professeur Trenkwald.
Ses œuvres les plus remarquables font référence à la vie des Juifs en Pologne : Der Besuch des Rabbi (dont l'original a appartenu à l'empereur François-Joseph Ier, au Kunsthistorisches Museum de Vienne), Schachspieler, Der Zweifler (pour lequel il obtient la médaille d'or à la Weltausstellung de 1873).
Ses autres distinctions incluent : le Baron Königswarter Künstler-Preis, la médaille d'or de l' empereur d'Allemagne, une médaille d'or de l'Exposition internationale de Munich et une médaille de troisième classe à l' Exposition Universelle de Paris .
L'un de ses élèves les plus éminents est Lazar Krestin.

## Conservation

### Galerie

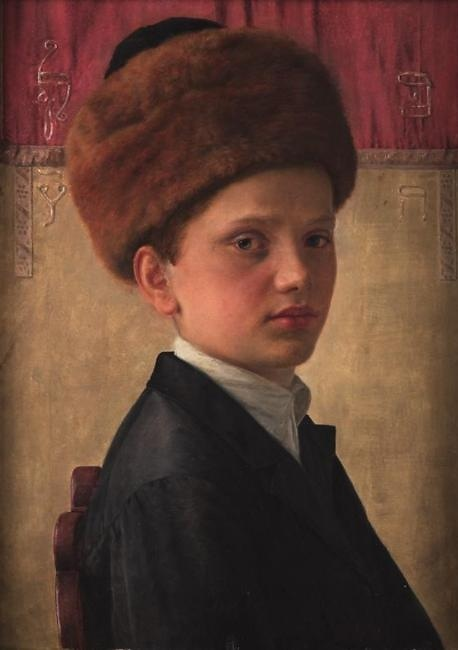
Portrait d'un garçon de Yeshiva par Isidor Kaufmann
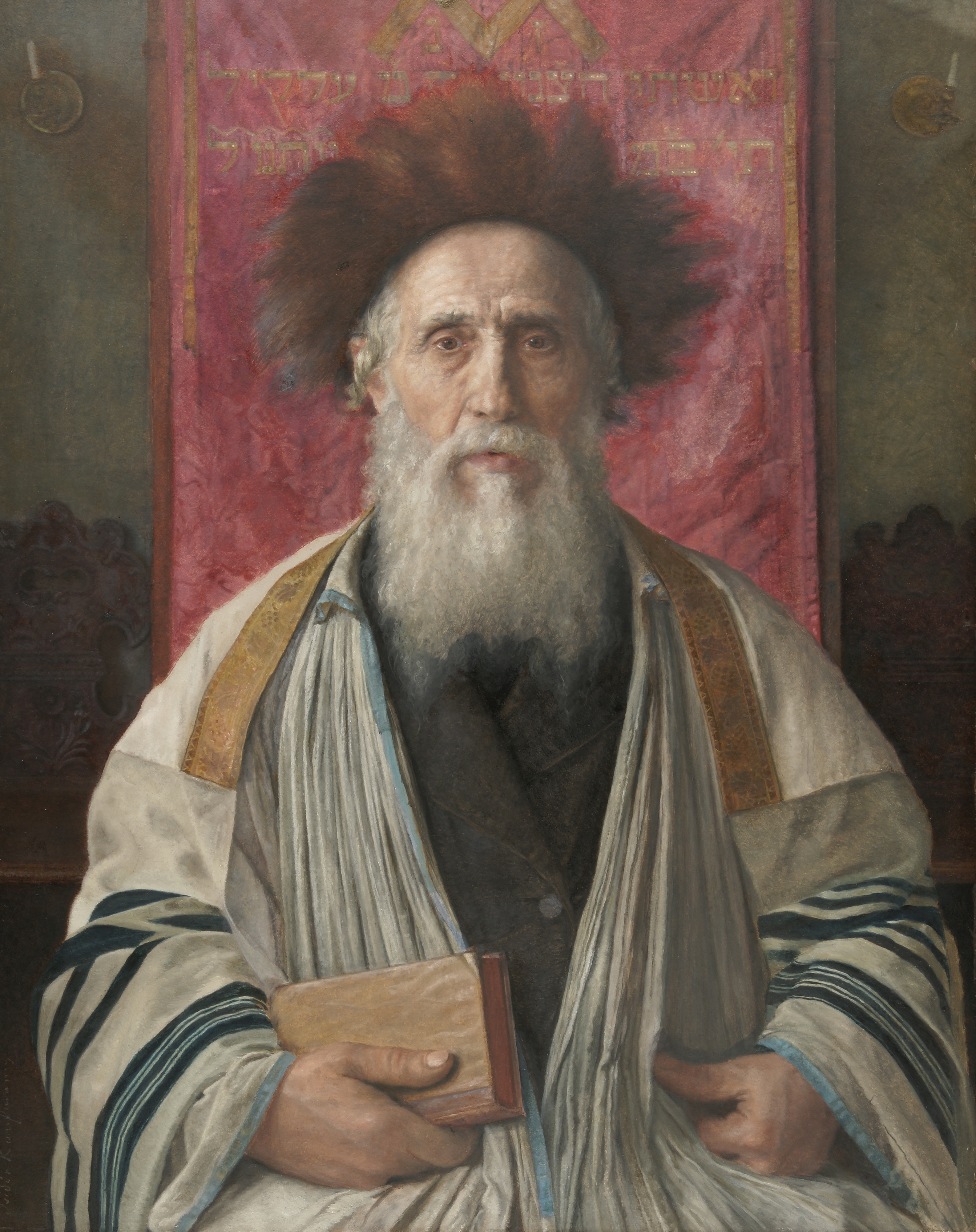
Portrait d'un rabbin
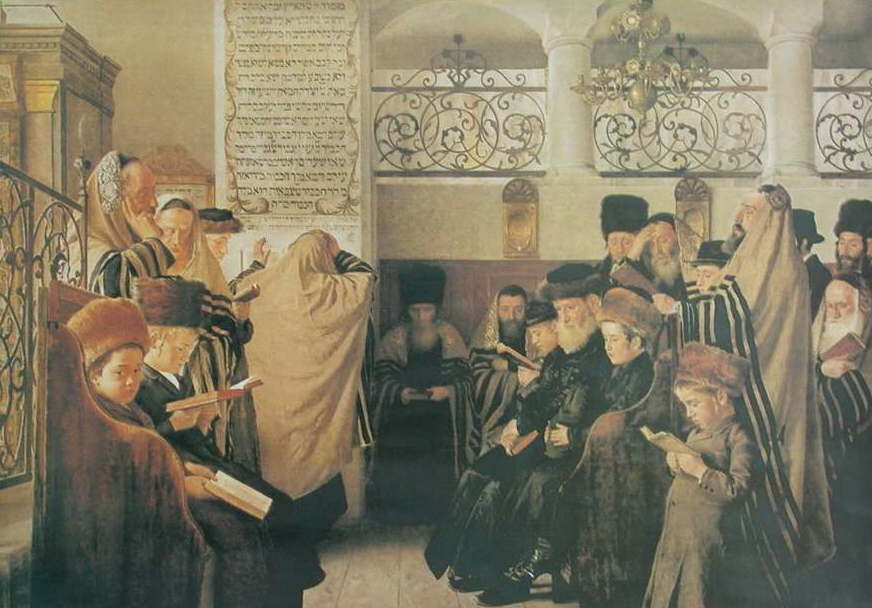
Jour des expiations, avant 1907
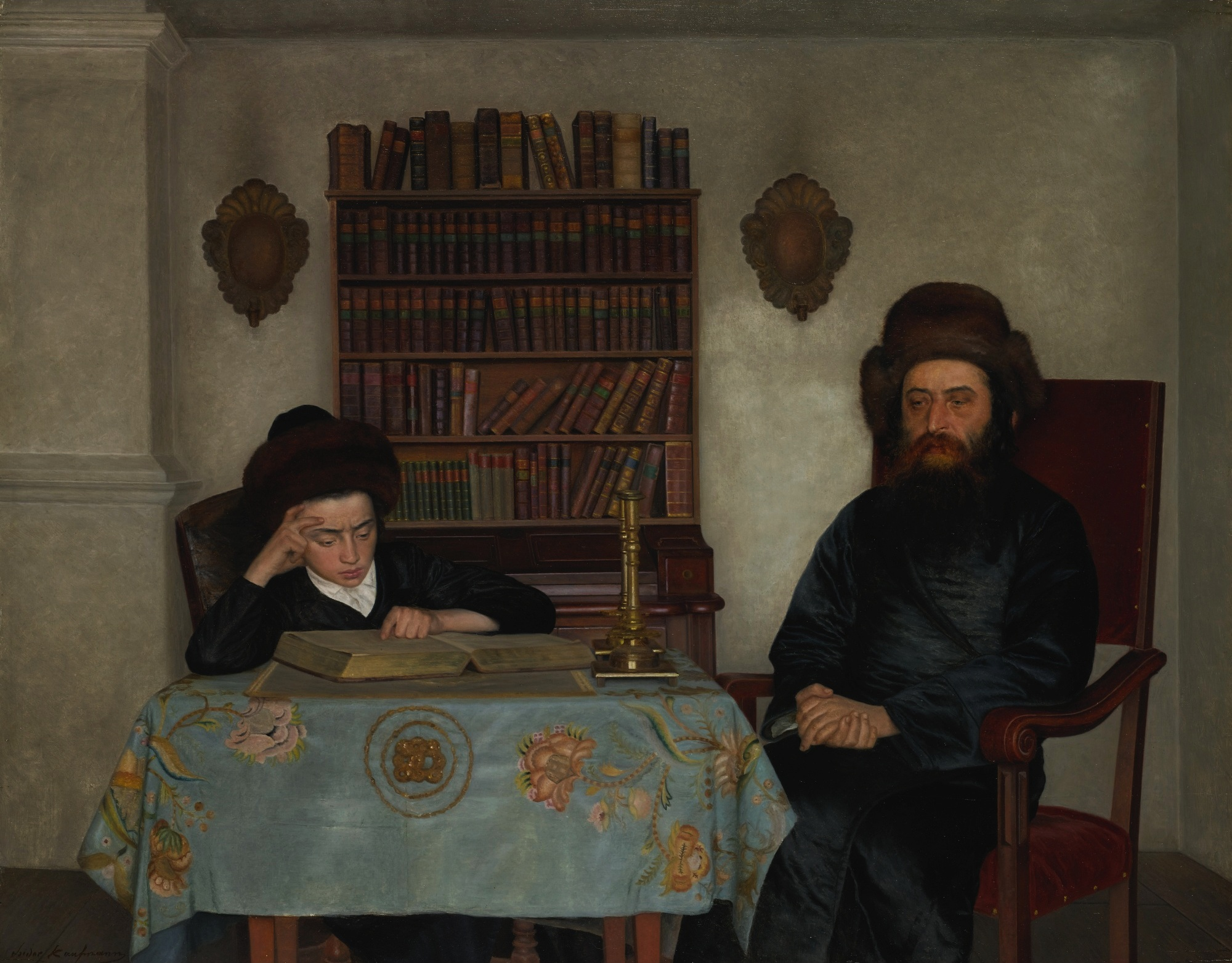
Rabbi avec un jeune étudiant
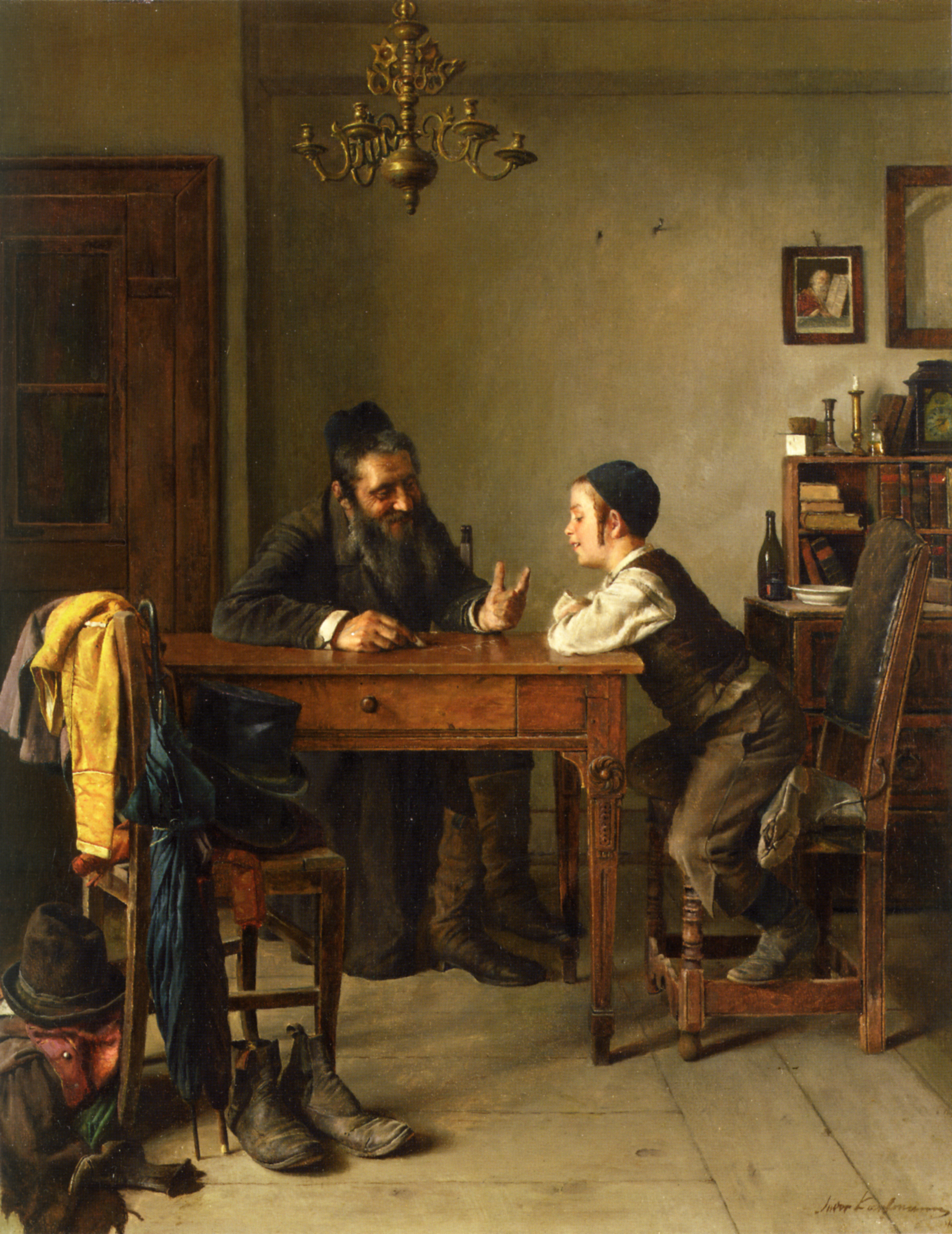
Commercial Instruction, Collection privée

### Dans les collections publiques
- Musée des Beaux-Arts (Boston)
  - Hannah[6]
- Musée juif de New York
  - The Cabbalist[7]
- Portland Art Museum, Portland, Oregon, États-Unis
  - Isidor Kaufmann. Self-Portrait[8]
- Musée d'Israël, Jérusalem, Israël
  - Landscape with a Village
  - Portrait of a Young Jewish Man
  - Two Views of a Farm
  - Head of a Girl (Daughter of the Artist)[9]